# Ski alpin aux Jeux paralympiques d'hiver de 2006
Navigation
Salt Lake City 2002 Vancouver 2010
Les épreuves de ski alpin aux Jeux paralympiques de Turin se sont tenues entre le 11 et le 19 mars 2006. Ils se disputent dans trois catégories différentes : debout, assis et malvoyant.

## Médaillés

### Hommes
| Classe     | Épreuve      | Or                                                  | Argent                                              | Bronze                                           |
| Malvoyants | Descente     | Gerd Gradwoh (GER) Guide : Karl-Heinz Vachenauer    | Chris Williamson (CAN) Guide : Robert Taylor        | Nicolas Bérejny (FRA) Guide : Sophie Troc        |
| Malvoyants | Super G      | Gianmaria Dal Maistro (ITA) Guide : Tommaso Balasso | Radomír Dudáš (SVK) Guide : Maroš Hudík             | Chris Williamson (CAN) Guide : Robert Taylor     |
| Malvoyants | Slalom géant | Nicolas Bérejny (FRA) Guide : Sophie Troc           | Gianmaria Dal Maistro (ITA) Guide : Tommaso Balasso | Eric Villalón (ESP) Guide : Hodei Yurrita        |
| Malvoyants | Slalom       | Nicolas Bérejny (FRA) Guide : Sophie Troc           | Eric Villalón (ESP) Guide : Hodei Yurrita           | Gerd Gradwoh (GER) Guide : Karl-Heinz Vachenauer |
| Debout     | Descente     | Gerd Schönfelder (GER)                              | Michael Milton (AUS)                                | Walter Lackner (AUT)                             |
| Debout     | Super G      | Walter Lackner (AUT)                                | Gerd Schönfelder (GER)                              | Toby Kane (AUS)                                  |
| Debout     | Slalom géant | Gerd Schönfelder (GER)                              | Masahiko Tokai (JPN)                                | Thomas Pfyl (SUI)                                |
| Debout     | Slalom       | Robert Meusburger (AUT)                             | Thomas Pfyl (SUI)                                   | Gerd Schönfelder (GER)                           |
| Assis      | Descente     | Kevin Bramble (USA)                                 | Christopher Devlin-Young (USA)                      | Denis Barbet (FRA)                               |
| Assis      | Super G      | Martin Braxenthaler (GER)                           | Harald Eder (AUT)                                   | Robert Fröhle (AUT)                              |
| Assis      | Slalom géant | Martin Braxenthaler (GER)                           | Taiki Morii (JPN)                                   | Jürgen Egle (AUT)                                |
| Assis      | Slalom       | Martin Braxenthaler (GER)                           | Harald Eder (AUT)                                   | Jürgen Egle (AUT)                                |

### Femmes
| Classe     | Épreuve      | Or                                              | Argent                                          | Bronze                                        |
| Malvoyants | Descente     | Pascale Casanova (FRA) Guide : Bénédicte Sainas | Sabine Gasteiger (AUT) Guide : Emil Gasteiger   | Silvia Parente (ITA) Guide : Lorenzo Migliari |
| Malvoyants | Super G      | Sabine Gasteiger (AUT) Guide : Emil Gasteiger   | Anna Kulíšková (CZE) Guide : Martin Kulíšek     | Silvia Parente (ITA) Guide : Lorenzo Migliari |
| Malvoyants | Slalom géant | Silvia Parente (ITA) Guide : Lorenzo Migliari   | Pascale Casanova (FRA) Guide : Bénédicte Sainas | Sabine Gasteiger (AUT) Guide : Emil Gasteiger |
| Malvoyants | Slalom       | Pascale Casanova (FRA) Guide : Bénédicte Sainas | Sabine Gasteiger (AUT) Guide : Emil Gasteiger   | Silvia Parente (ITA) Guide : Lorenzo Migliari |
| Debout     | Descente     | Solène Jambaqué (FRA)                           | Reinhild Möller (GER)                           | Iveta Chlebáková (SVK)                        |
| Debout     | Super G      | Solène Jambaqué (FRA)                           | Lauren Woolstencroft (CAN)                      | Danja Haslacher (AUT)                         |
| Debout     | Slalom géant | Lauren Woolstencroft (CAN)                      | Andrea Rothfuss (GER)                           | Solène Jambaqué (FRA)                         |
| Debout     | Slalom       | Allison Jones (USA)                             | Solène Jambaqué (FRA)                           | Sandy Dukat (USA)                             |
| Assis      | Descente     | Laurie Stephens (USA)                           | Kuniko Obinata (JPN)                            | Claudia Lösch (AUT)                           |
| Assis      | Super G      | Laurie Stephens (USA)                           | Kuniko Obinata (JPN)                            | Kimberley Joines (CAN)                        |
| Assis      | Slalom géant | Kuniko Obinata (JPN)                            | Laurie Stephens (USA)                           | Daila Dameno (ITA)                            |
| Assis      | Slalom       | Stephani Victor (USA)                           | Daila Dameno (ITA)                              | Tatsuko Akoi (JPN)                            |

## Tableau des médailles
- Pays organisateur (Italie)

| Rang  | Nation             | Or | Argent | Bronze | Total |
| ----- | ------------------ | -- | ------ | ------ | ----- |
| 1     | Allemagne          | 6  | 3      | 2      | 11    |
| 2     | France             | 6  | 2      | 3      | 11    |
| 3     | États-Unis         | 5  | 2      | 1      | 8     |
| 4     | Autriche           | 3  | 4      | 7      | 14    |
| 5     | Italie             | 2  | 2      | 4      | 8     |
| 6     | Japon              | 1  | 4      | 1      | 6     |
| 7     | Canada             | 1  | 2      | 2      | 5     |
| 8     | Australie          | 0  | 1      | 1      | 2     |
| 8     | Espagne            | 0  | 1      | 1      | 2     |
| 8     | Slovaquie          | 0  | 1      | 1      | 2     |
| 8     | Suisse             | 0  | 1      | 1      | 2     |
| 12    | République tchèque | 0  | 1      | 0      | 1     |
| Total | Total              | 24 | 24     | 24     | 72    |